# Prosopocera damarensis
Prosopocera damarensis là một loài bọ cánh cứng trong họ Cerambycidae.